# The Stranger (película de 1946)
The Stranger (El extraño o El extranjero) es una película estadounidense del género del cine negro dirigida por Orson Welles en 1946. Está interpretada por Edward G. Robinson, Loretta Young y el propio Welles. Esta fue la tercera película que Wells realizó durante su carrera, además de ser la primera en optar por el género del cine negro. Fue la primera película de Hollywood en presentar material de filmación real acerca del Holocausto durante el filme. La historia original, escrita por Victor Trivas, fue nominada a un Premio de la Academia; sin embargo, no logró obtener galardón en la ceremonia.
La película pasó a ser de dominio público, luego de que el estudio no renovara los derechos de autor en 1973.

## Sinopsis
Wilson es un miembro de la comisión de crímenes de guerra que está buscando a Franz Kindler, uno de los cerebros del holocausto, que ha borrado el rastro de su identidad. Para encontrarlo, Wilson sigue a un antiguo camarada de Kindler llamado Meinike hasta Harper, Connecticut, en donde este último es asesinado por Kindler antes de que Wilson pueda identificarlo. La única pista que le queda es la fascinación del criminal nazi por los relojes antiguos.

## Reparto
- Orson Welles: Franz Kindler / Profesor Charles Rankin.
- Edward G. Robinson: Mr. Wilson
- Loretta Young: Mary Longstreet Rankin.
- Philip Merivale: Judge Adam Longstreet (padre de Mary).
- Richard Long: Noah Longstreet (hermano de Mary).
- Konstantin Shayne: Konrad Meinike.
- Byron Keith: Dr. Jeffrey Lawrence.

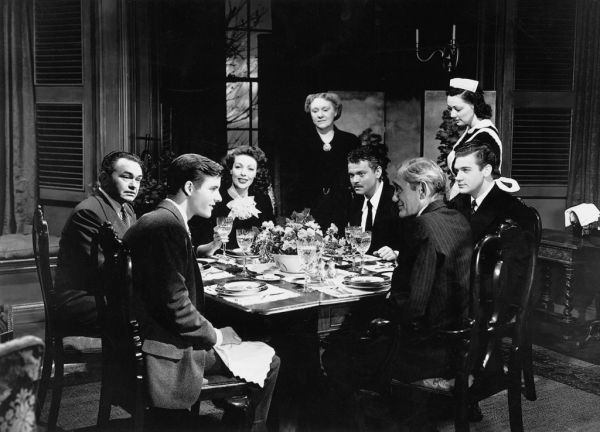
Fotograma de la película: E. G. Robinson, Richard Long, L. Young, Martha Wentworth, O. Welles, Ph. Merivale, Byron Keith y, haciendo de sirviente, una actriz sin identificar.

- Billy House: Mr. Potter
- Martha Wentworth: Sara.